# 1910

## Събития
- 20 февруари – Убит е Бутрос Гали, първият президент на Египет от местен произход.
- 10 март – Създаден е първият филм в Холивуд от Дейвид Уорк Грифит.
- 27 март – Изригва вулканът Етна.
- 25 април – Открито е Световното изложение в Брюксел от крал Албер I.
- 5 май – Земетресение в Никарагуа.
- 6 май – Джордж V става крал на Обединеното кралство.
- 28 август – Черна гора е обявена за независимо кралство под управлението на крал Никола I.
- 18 септември (5 септември *) – Съставено е тридесети първото правителство на България, начело с Александър Малинов.
- 28 ноември – Във Франция е приет закон, позволяващ на бременните жени осем седмичен отпуск.
- Корея става колония на Япония.
- Въстание на албанците против Османската империя[1]

## Родени
- Вангел Каунджиев - Ченгеля, български футболист
- Владимир Капзамалов, български футболист
- Георги Батаклиев, български преводач († 1994 г.)
- 3 януари – Джон Стърджис, американски кинорежисьор († 1992 г.)
- 7 януари – барон Ален дьо Ротшилд, член на прочутата френска банкерска фамилия († 1982 г.)
- 9 януари – Мишел Афлак, политик и идеолог († 1989 г.)
- 12 януари – Луис Рейнър, немска актриса († 2014 г.)
- 23 януари – Джанго Райнхарт, белгийски музикант от цигански произход († 1953 г.)
- 30 януари – Борислав Габровски, български футболист († 1977 г.)
- 10 февруари – Жорж Пир, белгийски монах († 1969 г.)
- 14 февруари – Тинка Краева, оперетна актриса († 1970 г.)
- 15 февруари – Ирена Сендлерова, полска активистка от Съпротивата († 2008 г.)
- 22 февруари – Факира Мити, български илюзионист († 1989 г.)
- 24 февруари – Тилемахос Кантос, кипърски художник († 1993 г.)
- 3 март – Валтер Тил, германски учен и конструктор († 1943 г.)
- 22 март – Любомир Андрейчин, български езиковед († 1975 г.)
- 23 март – Акира Куросава, японски режисьор и сценарист († 1998 г.)
- 2 април – Георги Богданов, български художник-монументалист († 1974 г.)
- 15 април – Ангел Балевски, български учен († 1997 г.)
- 10 май – Ерик Берн, американски психолог († 1970 г.)
- 12 май – Джулиета Симионато, италианска оперна певица († 2010 г.)
- 26 май – Лорънс Рокфелер, американски финансист († 2004 г.)
- 3 юни – Полет Годар, американска актриса († 1990 г.)
- 10 юни
  - Хаулин Уулф, американски музикант († 1976 г.)
  - Павел Батицки, съветски маршал († 1984 г.)
- 11 юни – Жак-Ив Кусто, френски морски изследовател († 1997 г.)
- 22 юни – Конрад Цузе, немски компютърен пионер († 1995 г.)
- 23 юни
  - Гордън Хинкли, американски религиозен водач († 2008 г.)
  - Жан Ануи, френски драматург († 1987 г.)
- 4 юли – Глория Стюарт, американска актриса († 2010 г.)
- 25 юли – Петър Стъпов, български писател († 1992 г.)
- 9 август – Роберт ван Хюлик, нидерландски китаист († 1967 г.)
- 27 август – Майка Тереза, албанска монахиня, лауреат на Нобелова награда за мир през 1979 г. († 1997 г.)
- 28 август – Пал Туран, унгарски математик († 1976 г.)
- 4 септември – Ремо Джацото, италиански музиколог († 1998 г.)
- 18 септември – Джоузеф Инрайт, американски морски офицер († 2000 г.)
- 19 септември – Борис Недков, български учен, ориенталист († 1975 г.)
- 20 септември – Андон Калчев, български офицер и революционер († 1948 г.)
- 7 октомври – Георги Абаджиев, македонски писател († 1963 г.)
- 13 октомври – Александър Коев, български футболист († 1993 г.)
- 16 октомври – Анастас Ковачев, български футболист и треньор
- 19 октомври – Субрахманиан Чандрасекар, индийски физик, лауреат на Нобелова награда за физика през 1983 г. († 1995 г.)
- 24 октомври – Михаил Кантарджиев, български шахматист († 2002 г.)
- 30 октомври – Петър Динеков, български литературен историк и фолклорист († 1992 г.)
- 15 ноември – Дико Диков, български офицер и политик († 1985 г.)
- 28 ноември – Тодор Дермонски, български футболист († 1988 г.)
- 11 декември – Димо Тодоровски, скулптор от СР Македония († 1983 г.)
- 16 декември – Асен Христофоров, български икономист († 1970 г.)
- 24 декември – Фриц Лейбър, американски писател († 1992 г.)
- 29 декември – Роналд Коуз, американски икономист, Нобелов лауреат през 1991 г. († 2013 г.)

## Починали
- 1 (14) април – Михаил Врубел, руски художник
- Александър Нелидов, руски дипломат
- Андрей Стоянов, български политик
- Иван Найденов, български публицист
- 18 януари – Александър Чакъров, български революционер
- 20 февруари – Бутрос Гали, египетски политик
- 24 февруари – Карл Лемох, руски художник от немски произход (* 1841 г.)
- 18 март – Юрдан Стоянов, български военен и революционер
- 21 април – Марк Твен, американски писател (р. 1835 г.)
- 26 април
  - Бьорнстерн Бьорнсон, норвежки писател, лауреат на Нобелова награда за литература през 19803 г. (р. 1832 г.)
  - Бьорнстерне Бьорнсон, норвежки писател
- 6 май – Едуард VII, Британски монарх
- 18 май – Полин Виардо, френска оперна певица, мецосопран (* 1821 г.)
- 27 май
  - Робърт Кох, немски учен, лауреат на Нобелова награда за физиология или медицина през 1905 г. (р. 1843 г.)
  - Роберт Кох, немски учен
- 31 май – Елизабет Блекуел, британско-американска лекарка
- 5 юни – О. Хенри, американски писател
- 10 юли – Йохан Готфрид Гал, немски астроном
- 14 юли – Мина Тодорова, любима на Яворов
- 17 юли
  - Алеко Богориди, български политик (р. 1822 г.)
  - Александър Богориди, български политик
- 10 август – Лазар Паяков, български икономист и политик (р. 1860 г.)
- 16 август – Педро Монт Монт, чилийски политик и президент на Чили (1906 – 1910) (р. 1849 г.)
- 26 август – Уилям Джеймс, американски философ (р. 1842 г.)
- 17 октомври – Курд Ласвиц, немски писател (р. 1848 г.)
- 30 октомври – Анри Дюнан, швейцарски общественик, лауреат на първата Нобелова награда за мир през 1901 г. (р. 1828 г.)
- 15 ноември – Вилхелм Раабе, немски белетрист и художник (р. 1831 г.)
- 20 ноември – Лев Толстой, руски писател (р. 1828 г.)
- 21 ноември – Васил Стоянов, български филолог (р. 1839 г.)
- 16 декември – Иван Цончев, български военен и революционер (р. 1858 г.)

## Нобелови награди
- Физика – Ян Дидерик Ван-Дер-Ваалс
- Химия – Ото Валах
- Физиология или медицина – Албрехт Косел
- Литература – Паул фон Хайзе
- Мир – Международно бюро за мир